# Ocell migrador

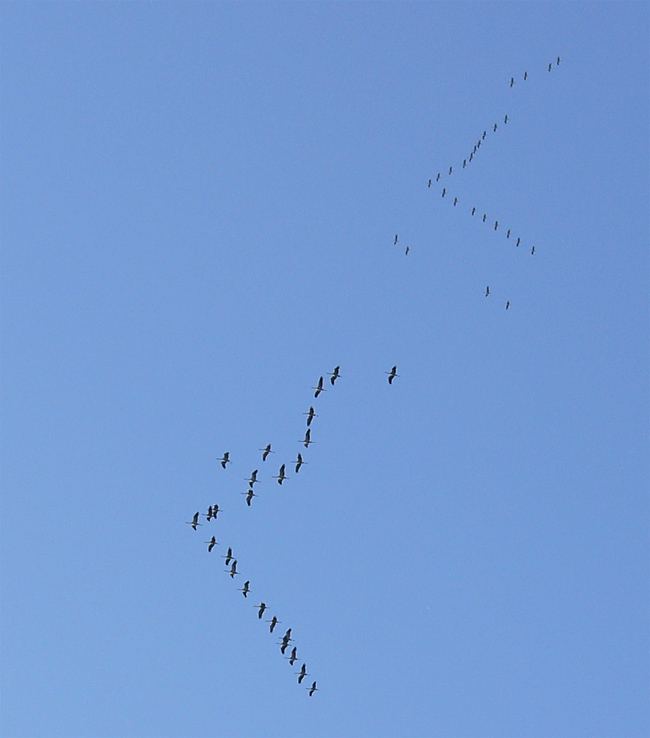
Grues (Grus grus) en plena migració

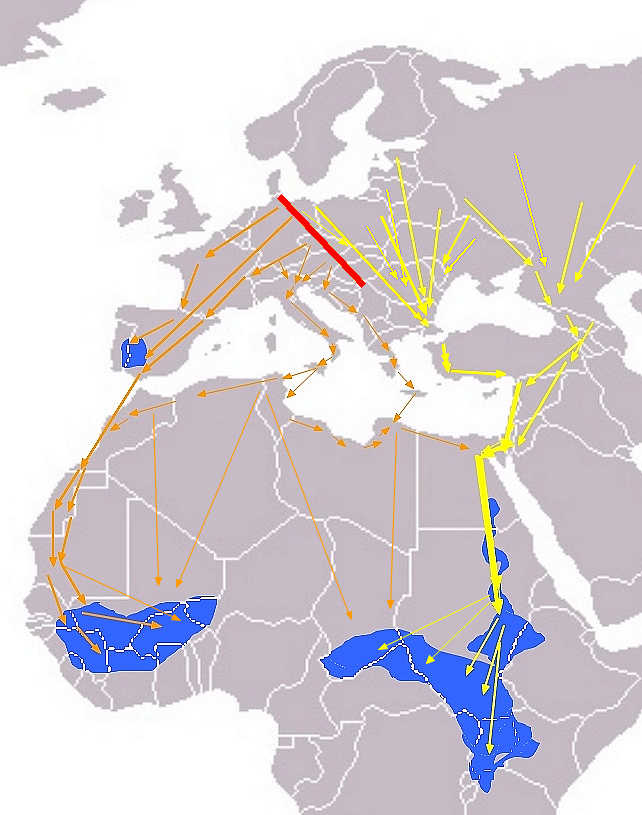
Rutes migratòries observades en la cigonya negra (Ciconia nigra)

S'anomena ocell migrador o migratori els ocells que es desplacen d'un lloc a un altre per a poder continuar el seu cicle de vida. La migració és el procés que descriu els desplaçaments que realitzen els ocells responent a les seves necessitats de buscar llocs on reproduir-se, trobar aliment o fugir de les inclemències meteorològiques. Els ocells migratoris es caracteritzen per criar a un lloc i passar la resta de l'any en un altre. Els desplaçaments es donen en èpoques determinades cada any, entre les zones de cria i d'hivernada.
Els ocells migratoris es divideixen en dos grups, segons l'època de migració; migradors hivernals i migradors estivals: 
- Els migradors hivernals són aquells que migren buscant hiverns o tardors en què la temperatura és més freda.
- Els migradors estivals: són aquells que migren buscant estacions més càlides (primavera i estiu). Els migradors estivals es poden dividir en dos grups: de "llarga distància", els que viatgen d'un hemisferi a l'altre; i de "curta distància", els que fan viatges més curts, per exemple del sud al nord d'Europa.

Els ocells migradors segueixen patrons de migració, difícils de definir, mitjançant els quals es guien en el viatge. Alguns exemples d'ocells migradors són: el rossinyol comú (Luscinia megarhynchos) i l'oreneta vulgar (Hirundo rustica).
Els ocells no migradors s'anomenen sedentaris o residents. L'ocell de pas és el nom que es dona a l'ocell migrador, quan, al llarg de la seva migració, es deté en un lloc per a descansar.

## Dia Mundial dels Ocells Migratoris
El Dia Mundial dels Ocells Migratoris es va iniciar l'any 2006 com una campanya de conscienciació sobre la necessitat de protecció i conservació en tot el món de les aus migratòries i els seus ecosistemes. Se celebra anualment, el segon diumenge del mes de maig. La campanya està organitzada basant-se en a dos acords internacionals sobre vida silvestre promoguts pel Programa de les Nacions Unides per al Medi Ambient (PNUMA): El Conveni sobre la conservació de les espècies migratòries d'animals silvestres (també conegut com a Conveni de Bonn) i l'Acord sobre la conservació dels ocells aquàtics migratoris afroeurasiàtics (AEWA, per les seves sigles en anglès). El Dia mundial de les aus migratòries també té el suport d'un nombre creixent de socis, incloent-hi l'Organització Mundial de Turisme per a la campanya de 2014.